# Fender Mustang
Fender Mustang – model gitary. Produkcja rozpoczęła się w zakładzie Leo Fendera w 1964 roku. Reklamowany był jako "student's guitar" z powodu niskiej ceny.

## Wersje
Wydanie 1 (1964–1968) – gitarę charakteryzowała 24-calowa menzura (dostępna, ale mniej popularna była również 22-calowa), nowatorski mostek (2-częściowe tremolo jednostronne), układ pick-upów 2x single coil, pręt napinający gryf z regulacja od strony korpusu oraz 21 progów. 
Wydanie 2 (1968-1982; 1990-do dziś) – pierwszy okres to czas, kiedy firmę Leo Fendera wykupiła CBS. Do gitary zostały dodane niewielkie ulepszenia m.in. tzw. "contour body" – korpus profilowany, a także wersje "competition" z potrójnym paskiem umieszczonym na przednim profilu gitary (rzadko główką w kolorze korpusu). Drugi to okres kiedy gitara zaczęła być używana przez muzyków alternatywnych (głównie z powodu swojej niskiej ceny). Modele z tego okresu były produkowane w Japonii.
Wydanie 3 Od 2012 roku gitara dostępna jest również jako Vintage Modified Mustang w tańszej wersji oferowanej pod banderą Squier.

## Gitarzyści
Mustanga używali go Kurt Cobain, David Byrne, Matty Healy.

## Modele bliźniacze
Można do nich zaliczyć: Fender Bronco, Fender Musicmaster, Fender Duo-Sonic. Mustang był najlepiej "wyposażoną" gitarą z tego zestawienia. Wymienione modele nie posiadały mostka tremolo, często tylko jeden pick-up, Bronco – inny kształt płytki.

## Wzmacniacze
Nazwę Fender Mustang nosi również seria produkowanych pod marką Fender wzmacniaczy gitarowych typu combo.